# D Train
D. Train es un dúo estadounidense de Funk de los 80's, integrado por James Williams y Hubert Aleros III, el pianista como miembro del grupo de Funk Mtume.

## Inicios y Carrera
James D. Train Williams nació en Brooklyn y comenzó su carrera musical a la edad de 6 años en coros de iglesia y en la escuela. El nombre "D. Train" viene de un pseudónimo que Williams adquirió como jugador de fútbol de su escuela. 
En la década de 1980, la banda ha lanzado éxitos como "Keep on" y "You're The One For Me" (1982) Keep Giving Me Love, Music y Something's on Your Mind (1983).

## Discografía
| Año  | Nombre del álbum                       | Edición | Formato | U.S. |
| ---- | -------------------------------------- | ------- | ------- | ---- |
| 1982 | D'Train (a.k.a. You're The One For Me) | Prelude | LP, CD  | 128  |
| 1983 | Music                                  | Prelude | LP,     |      |
| 1984 | Something's On Your Mind               | Prelude | LP,     |      |
| 1986 | Miracles of The Heart                  |         | LP,     |      |
| 1988 | In Your Eyes                           |         | LP,     |      |
| 1990 | The Best of D Train                    |         | LP,     |      |
| 1992 | The Best of the 12" Mixes              |         | LP,     |      |
| 2006 | Keep On                                |         | LP,     |      |
| 2008 | Ride With me                           |         | LP,     |      |
| 2010 | Go For It Baby                         |         | LP,     |      |
| 2011 | TBA                                    |         | LP,     |      |

### Sencillos
| Year | Song                                     | U.S. Dance | U.S. R&B | U.S. Pop | UK |
| ---- | ---------------------------------------- | ---------- | -------- | -------- | -- |
| 1982 | "Keep On"                                | 2          | 15       | ―        | ―  |
| 1982 | "Walk on By"                             | 45         | 42       | ―        | 44 |
| 1982 | "D Train's Theme"                        | 45         | ―        | ―        | ―  |
| 1982 | "You're the One for Me"                  | 1          | 13       | ―        | 30 |
| 1983 | "Keep Giving Me Love"                    | 24         | 55       | ―        | 65 |
| 1983 | "Music"                                  | 12         | 20       | ―        | 23 |
| 1983 | "Something's on Your Mind"               | ―          | 5        | 79       | ―  |
| 1985 | "Just Another Night (Without Your Love)" | ―          | 59       | ―        | ―  |
| 1985 | "You're the One for Me" (remix)          | ―          | ―        | ―        | 15 |